# Gundahar
Gundahar, po narodnosti Bavarec, je bil od okoli leta 858  koroški grof ali mejni grof in od leta 863 koroški prefekt, * ni znano, † 869. 
Okoli leta 858 sta se panonski grof ali vojvoda  Rihher in koroški grof  Pabon zarotila proti svojemu vazalnemu gospodu, prefektu Karlmanu. Karlman ju je zamenjal z Udalrihom oziroma Gundaharjem. Karlmanovo razkazovanje neodvisnosti je spodbudilo njegovega očeta, kralja Ludvika Nemškega, da je leta 861 očistil skupino plemičev, ki so bili blizu Karlmanu, in podelil obsežna posestva v Panoniji in na Koroškem salzburški nadškofiji.
Leta 863 je Ludvik krenil z vojsko proti Panoniji pod pretvezo, da bo pokoril Rastislava Moravskega, vendar je v resnici nameraval pokoriti Karlmana. Ludvik se je hkrati skrivaj pogajal z Gundaharjem, da je s svojo vojsko prestopil na kraljevo stran v zameno za premestitev na Koroško z naslovom prefekta.
Leta 866 je Gundahar, ponovno Karlmanov vazal, sodeloval pri uporu Ludvika Mlajšega proti Ludviku Nemškemu, vendar je bil poražen in skoraj ubit. Sodeloval naj bi tudi  pri drugih uporih in prelomih prisege. Leta 869 je prestopil na  Rastislavovo stran in dobil visok položaj. Še isto leto je bil v  bitki s Karlmanovo vojsko ubit. Kralj Ludvik je ukazal praznovanje njegove smrti. 
Letopisec iz Fulde ga je primerjal z rimskim politikom in vojakom Katilinom.

## Vir
- The Annals of Fulda. (Manchester Medieval series, Ninth-Century Histories, Volume II.) Reuter, Timothy (prev.) Manchester: Manchester University Press, 1992.